# 1969 dans les parcs de loisirs
| Années des parcs de loisirs : 1966 - 1967 - 1968 - 1969 - 1970 - 1971 - 1972    |
| Décennies des parcs de loisirs : 1930 - 1940 - 1950 - 1960 - 1970 - 1980 - 1990 |

## Parcs d'attractions

### Ouverture
- Domaine provincial de Chevetogne ( Belgique)
- Freizeit-Land Geiselwind ( Allemagne) Ouvert au public le 29 juin 1969.
- Kulturpark Plänterwald ( Allemagne) Connu sous le nom de Spreepark.
- Le Fleury ( France)
- Morey's Piers ( États-Unis)
- Parque de Atracciones de Madrid ( Espagne)
- Parc du Bocasse ( France)

### Fermeture
- Euclid Beach Park ( États-Unis)

## Les attractions

### Montagnes russes

#### Délocalisations
| Nom        | Type / Modèle  | Constructeur      | Parc      | Pays      | Anciennement              |
| ---------- | -------------- | ----------------- | --------- | --------- | ------------------------- |
| Achterbahn | Assise/Wildcat | Anton Schwarzkopf | Spreepark | Allemagne | Super-8-Bahn à Gorky Park |

#### Nouveautés
| Nom                   | Type/Modèle       | Constructeur      | Parc                            | Pays       |
| --------------------- | ----------------- | ----------------- | ------------------------------- | ---------- |
| 7 Picos               | Assise/Wildcat    | Anton Schwarzkopf | Parque de Atracciones de Madrid | Espagne    |
| Cedar Creek Mine Ride | Train de la mine  | Arrow Dynamics    | Cedar Point                     | États-Unis |
| Cortina Bob           | Assise/Jet Star   | Anton Schwarzkopf | Prater de Vienne                | Autriche   |
| Grand Huit            | Assise/Zyklon Z47 | Pinfari           | Parc Bagatelle                  | France     |
| Jet Star              | Assise/Jet Star   | Anton Schwarzkopf | Palisades Amusement Park        | États-Unis |
| Mini Mine Train       | Junior            | Arrow Dynamics    | Six Flags Over Texas            | États-Unis |
| Serpent               | Junior            | Arrow Dynamics    | AstroWorld                      | États-Unis |
| Skovtrolden           | Assise            | Anton Schwarzkopf | Jardins de Tivoli               | Danemark   |
| Wildcat               | Assise            | Anton Schwarzkopf | Palisades Amusement Park        | États-Unis |

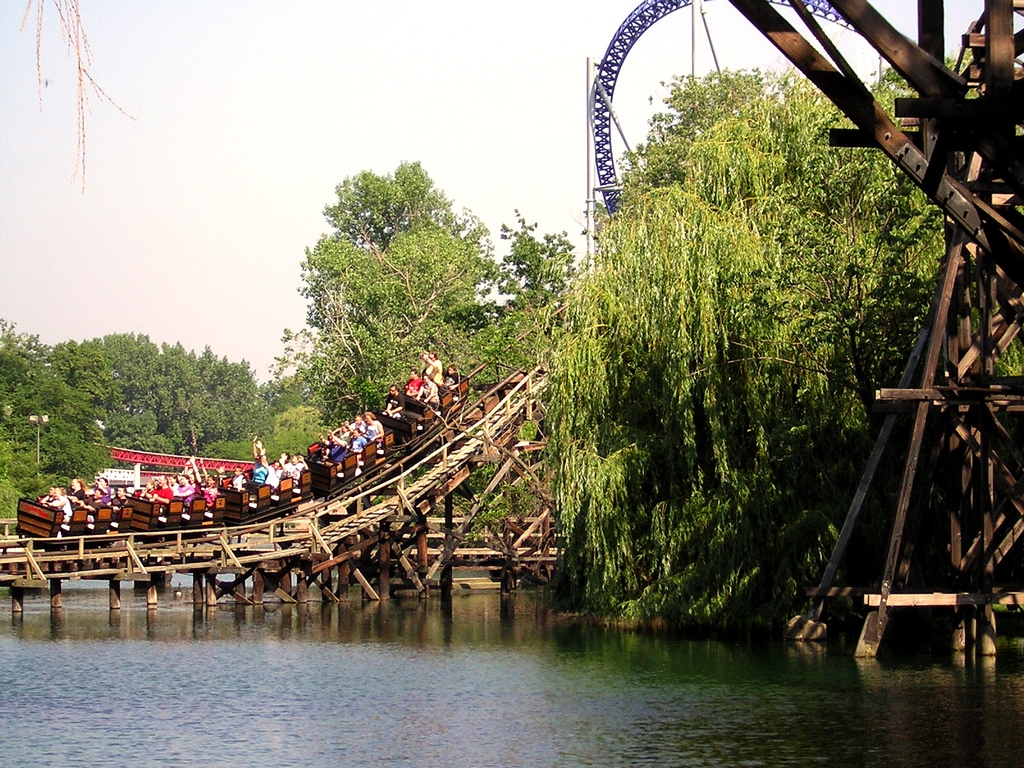
Cedar Creek Mine Ride à Cedar Point
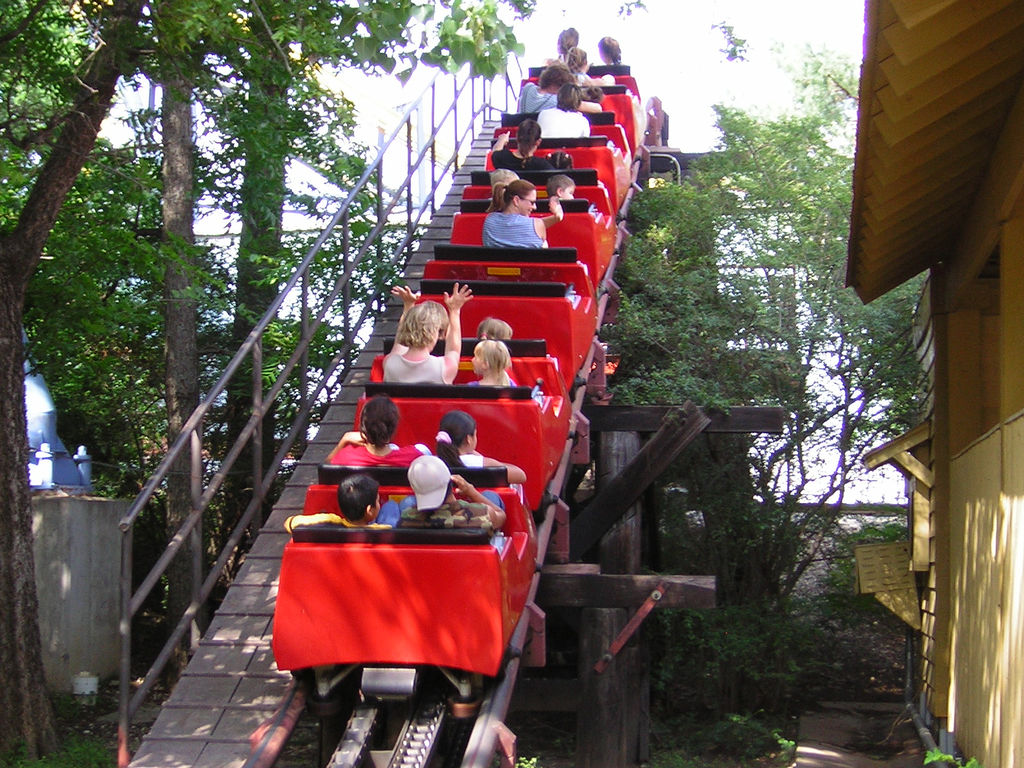
Mini Mine Train à Six Flags Over Texas
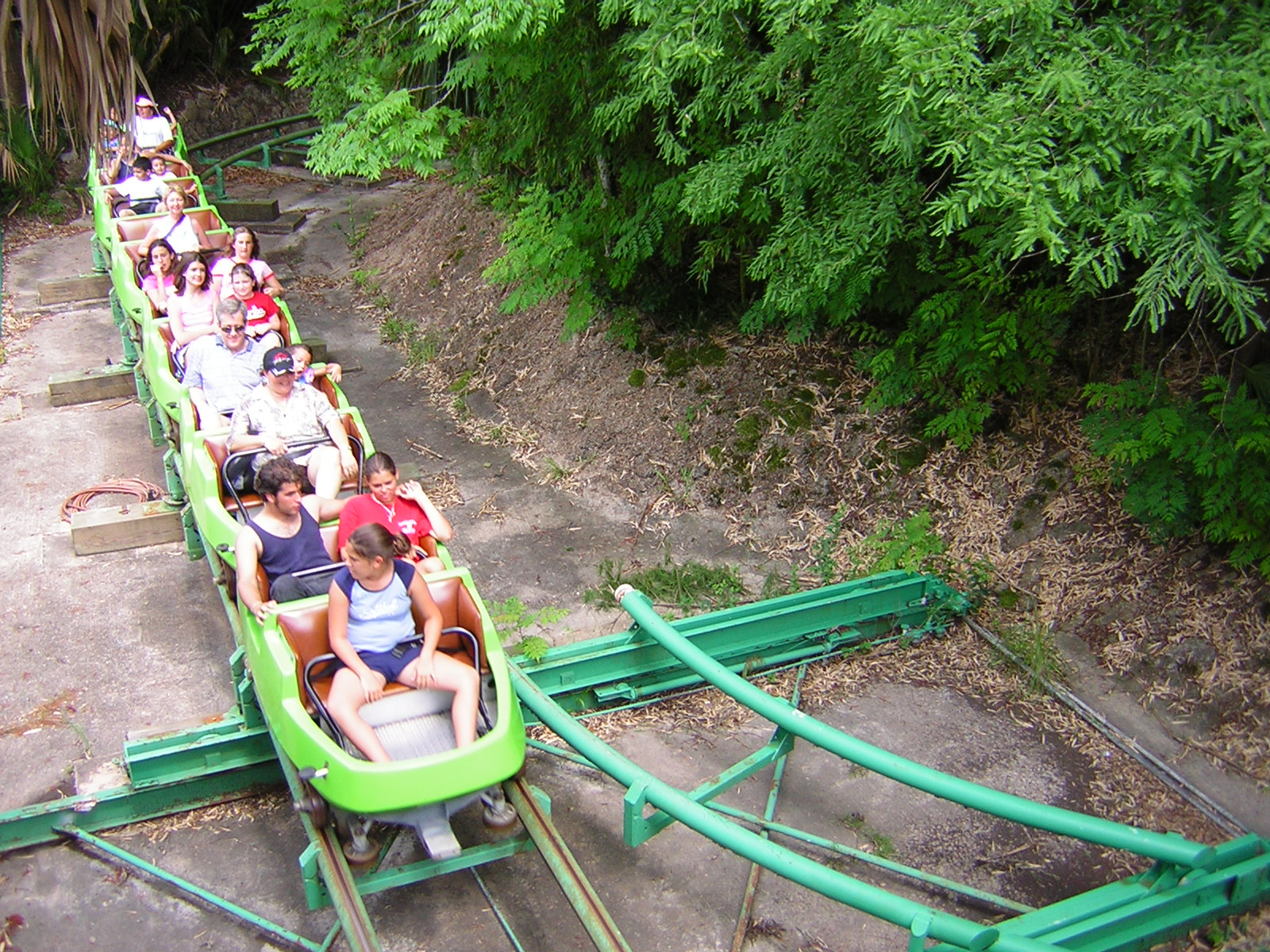
Serpent à AstroWorld

### Autres attractions
| Nom                        | Type/Modèle        | Constructeur             | Parc                   | Pays       |
| -------------------------- | ------------------ | ------------------------ | ---------------------- | ---------- |
| Butterfly                  | Paratrooper        |                          | Kulturpark Plänterwald | Allemagne  |
| Capital BlueCross Monorail | Monorail           | Universal Design Limited | Hersheypark            | États-Unis |
| Jim Owens Float Trip       | Circuit en bateaux |                          | Silver Dollar City     | États-Unis |
| Mystery Mansion            | Parcours scénique  |                          | Indiana Beach          | États-Unis |
| Seaworld Skytower          | Gyro Tower         |                          | SeaWorld San Diego     | États-Unis |
| The Haunted Mansion        | Parcours scénique  | WED Enterprises          | Disneyland             | États-Unis |
| Timber Mountain Log Ride   | Bûches             | Arrow Dynamics           | Knott's Berry Farm     | États-Unis |
| Virvelvinden               | Waltzer            | Anton Schwarzkopf        | Liseberg               | Suède      |

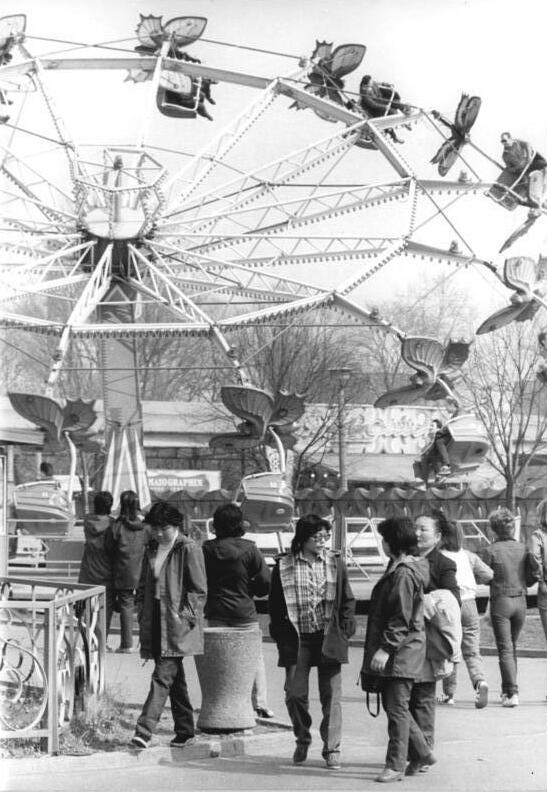
Butterfly à Kulturpark Plänterwald
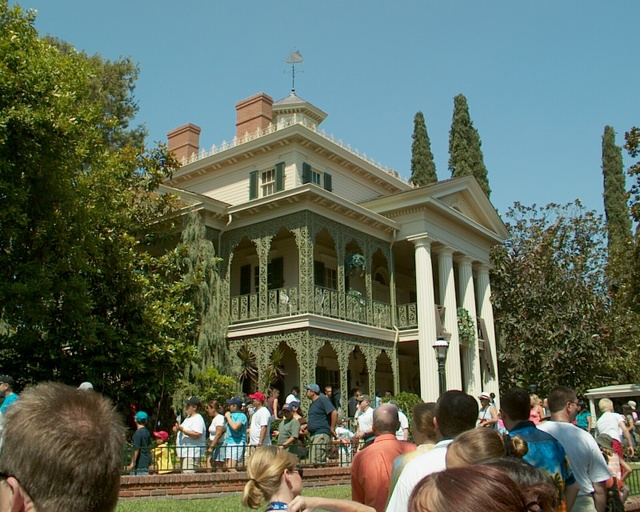
The Haunted Mansion à Disneyland
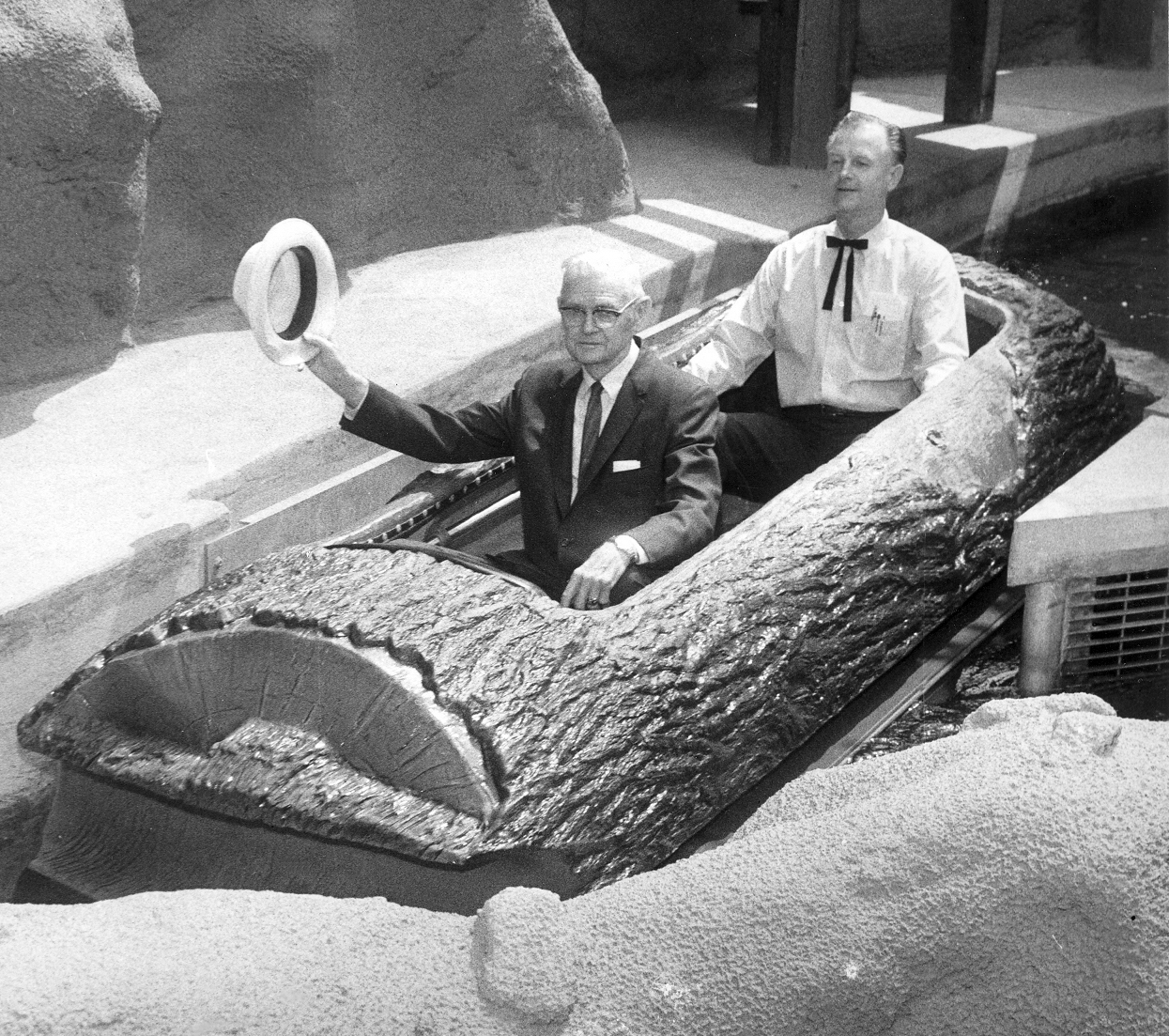
Timber Mountain Log Ride à Knott's Berry Farm
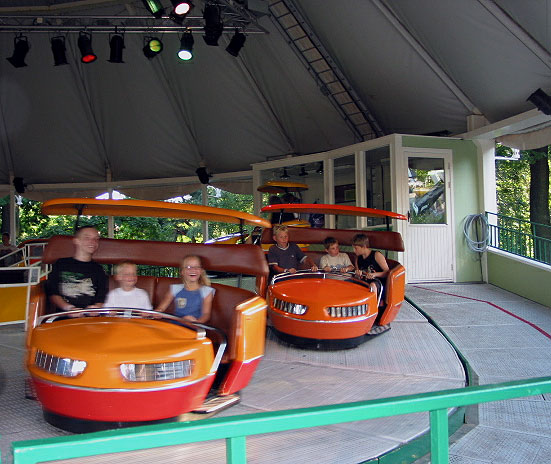
Virvelvinden à Liseberg